# El substitut (pel·lícula de 1996)
El substitut (títol original: The Substitute) és una pel·lícula estatunidenca dirigida per Robert Mandel, estrenada l'any 1996. Aquest film és el primer lliurament d'una sèrie de quatre. Ha estat doblada al català.

## Argument
Antic militar esdevingut mercenari, Jonathan Shale es troba a l'atur; torna a casa seva per trobar la seva companya, Jane Hetzko, professora d'una escola on la violència i la droga són monedes corrents. Un dia, Jane té un altercat amb el cap de la banda local, els DDD, Juan Lacas, que se saldarà alguns dies més tard amb una agressió durant el seu fúting matinal. Jonathan decideix de fer-se passar per professor i reemplaçar Jane en la seva classe. Hi fa neteja a la seva manera.

## Repartiment
- Tom Berenger: Jonathan Shale / James Smith
- Ernie Hudson: el líder Claude Rolle
- Diane Venora: Jane Hetko
- Marc Anthony: Juan Lacas
- Raymond Cruz: Joey Sis
- William Forsythe: Hollan
- Glenn Plummer: Darrell Sherman
- Cliff De Young: Matt Wolfson
- Luis Guzmán: Rem
- Richard Brooks: Wellman
- Shar-Ron Corley: Jerome Brown
- Rodney A. Grant: Johnny Glades
- Peggy Pope: Hannah Dillon
- María Celedonio: Lisa Rodríguez
- Vincent Laresca: Rodríguez
- Maurice Compte: Tay

## Banda sonora
La banda original del film es va estrenar el 9 d'abril de 1996 per Priority Rècords.

## Rebuda
El film rebé crítiques més aviat moderades.
- "Fallida història d'alumnes difícils i professors que intenten treure el millor d'ells".[3]
- "Mandel no aconsegueix els esplèndids resultats de F/X, però aconsegueix una certa identificació amb les decisions dels seus personatges".[4]

En AlloCiné, obté una nota de 2,3/5 per les puntuacions dels espectadors. En Rotten Tomatoes, un 41%, per 22 crítiques.
Roger Ebert, famós crític de cinema, ha donat al film una estrella sobre quatre: «Estic tan cansat d'aquest film, el veig almenys una vegada al mes, els canvis de títol, els actors canvien i els detalls superficials de la modificació de la història, però és sempre exactament la mateixa cosa: alguns homes tremendament armats que disparen contra d'altres».

## Saga
- The Substitute, de Robert Mandel, estrenada l'any 1996.
- The Substitute 2: School's Out, de Steven Pearl, estrenada l'any 1998.
- The Substitute 3: Winner Takes All, de Robert Radler, estrenada l'any 1999.
- The Substitute 4: Failure Is Not any Option, de Robert Radler, estrenada l'any 2001.